# Số nguyên Gauss
Một số nguyên Gauss là một số phức với phần thực và phần ảo đều là các số nguyên. Tập các số nguyên Gauss là một miền nguyên, thường được ký hiệu là Z[i].

Các số nguyên Gauss là các điểm nguyên trên mặt phẳng phức

Như vậy, các số nguyên Gauss là tập hợp
{\displaystyle \{a+bi|a,b\in \mathbb {Z} \}.}
Chuẩn của số nguyên Gauss là số tự nhiên xác định bằng
N(a + bi) = a2 + b2.
Chuẩn có tính chất nhân, nghĩa là
N(z · w) = N(z) · N(w).
Đơn vị của Z[i] là tất cả các phần tử có chuẩn bằng 1, nghĩa là gồm các phần tử
1, −1, i và −i.
Nếu g là số Gauss, thì các số sau được gọi là số liên kết (tiếng Anh là associate)với nó:
g, -g, ig, -ig.

### Số nguyên tố Gauss
Các phần tử nguyên tố của Z[i] cũng được gọi là các số nguyên tố Gauss. Số nguyên tố Gauss không thể có ước nào khác ngoài các đơn vị của Z[i] và các liên kết của nó. Nói một cách khác, số nguyên Gauss g nguyên tố khi và chỉ khi g không thể phân tích thành tích của các số nguyên Gauss p và q với chuẩn |p|>1 và |q|>1.
Một số nguyên Gauss a+bi được gọi là số nguyên tố nếu và chỉ nếu nó thỏa mãn một trong các tiêu chuẩn sau:
- a=0 và |b| là số nguyên tố có dạng 4k+3;
- b=0 và |a| là số nguyên tố có dạng 4k+3;
- a và b đều khác 0 và {\displaystyle a^{2}+b^{2}} là một số nguyên tố.

Một vài số nguyên tố thông thường (đôi khi để phân biệt, chúng được gọi là các "số nguyên tố hữu tỷ") không phải là các số nguyên tố Gauss; chẳng hạn 2 = (1 + i)(1 − i) và 5 = (2 + i)(2 − i).
Các số nguyên tố hữu tỷ đồng dư với 3 (mod 4) là số nguyên tố Gauss; còn các số nguyên tố hữu tỷ đồng dư 1 (mod 4) thì không. Đó là vì số nguyên tố dạng 4k + 1 luôn có thể viết dưới dạng tổng của hai bình phương (định lý Fermat về tổng của hai số chính phương), do đó ta có
p = a2 + b2 = (a + bi)(a − bi).
Nếu chuẩn của số nguyên Gauss z là một số nguyên tố, thì z cũng là số nguyên tố Gauss, vì mọi ước không tầm thường của z cũng là ước không tầm thường của chuẩn. Chẳng hạn 2 + 3i là một số nguyên tố Gauss vì chuẩn của nó là 4 + 9 = 13.

## Phép chia Euclid
Tính chất của chuẩn cho phép ta xác định phép chia Euclid với các số nguyên Gauss:
Cho 2 số nguyên Gauss a và b, khi đó tồn tại các số nguyên q và r sao cho:
{\displaystyle a=b.q+r} với N(r)<N(b).
Ví dụ:
Cho các số nguyên Gauss:
{\displaystyle a=-36+242i}
{\displaystyle b=50i+50i}
{\displaystyle {\frac {a}{b}}={\frac {103}{50}}+{\frac {139}{50}}i},
ta cần xác định số nguyên Gauss q gần với thương {\displaystyle {\frac {a}{b}}} nhất.
Trong hình vẽ bên, trên mặt phẳng số phức, thương {\displaystyle {\frac {a}{b}}} được biểu thị bằng một chấm đen, nằm trong ô vuông độ dài đơn vị với 4 đỉnh là 4 số nguyên Gauss, ô vuông này được tô màu đỏ nâu nhạt. Do khoảng cách giữa điểm {\displaystyle {\frac {a}{b}}} và q không quá 1, giá trị của q chỉ có thể là số nguyên Gauss biểu thị bởi 4 đỉnh này.
Ta vẽ 4 đường tròn bán kính đơn vị nhận 4 đỉnh trên làm tâm (các đường tròn này tô màu xanh nhạt). Nếu điểm {\displaystyle {\frac {a}{b}}} nằm trong đường tròn nào thì q có thể nhận giá trị tại tâm đường tròn đó.
Nhìn vào hình vẽ ta thấy q chỉ nằm trong 3 đường tròn có tâm là điểm tô màu đỏ, và do đó có thể nhận một trong các giá trị bằng:
{\displaystyle 2+2i}
{\displaystyle 2+3i}
{\displaystyle 3+3i}